# Tayutama: Kiss on my Deity
Tayutama: Kiss on my Deity (яп. タ ユ タ マ — Kiss on my Deity) — японський візуальний роман, розроблений компанією Lump of Sugar. Вперше цю гру в жанрі ероґе випустили 11 липня 2008 року для платформи Microsoft Windows в обмеженому та звичайному виданнях, а пізніше перенесли на приставку Xbox 360. Tayutama є третьою грою Lump of Sugar, до ранніх ігор компанії відносять Nursery Rhyme і Itsuka, Todoku, Ano Sora ni. Головним героєм історії виступає Юрі Міто — учень середньої школи, сім'я якого керує місцевою святинею Шінто. Під час участі в ритуалі він і його друзі випадково викликають богиню, яка приймає вигляд молодої дівчини.
Ігровий процес Tayutama в основному складається з читання тексту, що відображає сюжет. Гра передбачає кілька кінцівок, вона, заздалегідь поділена на певні сценарії, проходження яких залежить від рішень гравця. 2008 року гра завоювала дві нагороди від Bishōjo Game Awards за візуальний стиль. На її основі в травні 2009 року створили фан-диск під назвою Tayutama: It's Happy Days і кілька адаптацій. Манґа-адаптацію проілюстровали манґаки Юківо, які брали участь і в написанні сюжету для неї. 12-серійну аніме-адаптацію створила студія Silver Link і транслювали в Японії з квітня по червень 2009 року. Крім того було створени антологію манґи, радіопостановку, призначену для рекламування аніме-серіалу, та кілька музичних альбомів.

## Ігровий процес
Tayutama — романтичний візуальний роман, в якому гравець бере на себе роль Юрі Міто. Ігровий процес полягає в проходженні історії шляхом прочитання тексту, що з'являється на екрані та є діалогом або розповіддю. Текст супроводжує зображення на екрані персонажа, з яким в даний момент розмовляє Юрі. По мірі проходження в певні моменти гравець буде бачити CG-малюнки. Після першого проходження відкриваються галерея CG-малюнків і програвач фонової музики; обидві опції доступні з головного екрану. Сюжет гри нелінійний і містить кілька можливих кінцівок, досягнення яких залежить від ухвалених рішень.
Час від часу гравцеві доведеться робити вибір з кількох варіантів. Поки вибір не буде зроблений, гра припиняється. Залежно від рішення сюжет розвивається в певному напрямку і може привести до однієї з можливих кінцівок. Для оригінальної версії гри передбачено 4 основних лінії для кожної з 4 героїнь. У версії для Xbox 360 була додана п'ята гілка — сценарій Ню. Щоб побачити сюжет у всій сукупності, гравцеві необхідно переграти гру кілька разів і приймати різні рішення для розвитку сюжету в іншому напрямку.

## Сюжет

### Сетінг і теми
Основна частина гри проходить в місті під назвою Ашіхара-чьо (яп. 葦原町), в якому знаходяться місця відпочинку: Академія Сосей (яп. 創聖学院, Сосей Ґакуїн) яку відвідують головні герої, і Святиня Ячімата (яп. 八衢神社, Ячімата Джінджя) місцева святиня шінто, якою керує родина Юрі. Академія Сосей поділена на два відділення: жіноче відділення, іменоване Flawless (яп. フローレス, Фурорнсу, «Бездоганний»), Утворення якого пов'язано з жіночою школою Сосей ; друге відділення, де діє спільне навчання, називається Slightly (яп. スライトリー, Сураїторі:, «Трохи»). Територія кампусу поділена на дві частини. Учениці, які відвідують Flawless, живуть в гуртожитку, розташованому навпроти школи; між школою і гуртожитком розташований ліс.
Основною темою гри є надприродні явища. Представники вигаданої міфологічної раси «Таютай» (яп. 太転依) якій поклоняються в святині Ячімата, здатні приймати різні форми, в тому числі і людську. Деякі персонажі також володіють надприродними здібностями, наприклад Юрі і Машіров. Юміна і Амері отримали крила в результаті взаємодії з Хоу і Орю, двома Таютай. Міфую, подруга Ню, володіє великою фізичною силою і здатна здолати Таютай в бою.

### Основні персонажі
Гравець приймає на себе роль Юрі Міто (яп. 泉戸 裕理, Міто Юрі) протагоніста гри Tayutama. Його сім'я керує святинею Ячімата, а сам він володіє величезними знаннями в практиках Шінто. Він проявляє інтерес до ремонту автомобілів і прагне стати автомеханіком або дизайнером. Машіро Міто (яп. 泉戸 ましろ, Міто Машіро) головна героїня гри — дівчина раси Таютай, що володіє великими духовними силами. Вона є втіленням богині Кікурамікамі (яп. 綺久羅美守毘売, Кікурамікамі но Хіме) і бажає встановлення гармонії між людьми і Таютай. Згодом вона закохується в Юрі і має намір стати його дружиною.
Кілька персонажів починають допомагати Юрі і Машіров створити світ, в якому люди і Таютай зможуть жити разом. Амэри Каваи (яп. 河合 アメリ, Каваи Амэри) — подруга дитинства Юрі, енергійна і доброзичлива дівчина, яка постійно носить з собою цукерки та часто ділиться ними з оточуючими. Вона закохана в Юрі. Юмина Таканаси (яп. 小鳥遊 ゆみな, Таканаси Юмина) — зведена сестра Юрі, яка жила разом з його сім'єю до тих пір, поки їх мати не померла. Скромна дівчина, вона зазвичай поводиться тихо в присутності інших людей. Юміна проявляє інтерес до малювання і приготування їжі, а також часто займається домашніми справами в будинку родини Юрі. На початку історії вона перекладається у Flawless. Мифую Кисараги (яп. 如月 美冬, Кисараги Мифую) — шановна учениця Flawless. Спокійна і інтелігентна, вона прагне бути прикладом для інших учениць. Вона навчена декільком бойовим мистецтвам, зокрема вона досвідчений боєць кенджюцу.

### Історія
Історія Tayutama розгортається навколо Юрі Мито, чия сім'я управляє місцевою святинею Шінто. Одного разу під час весняних канікул Юрі і його друзі Амері Каваї і Санкуроу Канаме знаходять в шкільному лісі таємничу реліквію, яка в минулому позапечатувала давню міфологічну расу Таютай. Юрі дізнається, що рада школи визначив цю реліквію як непризначених для збереження і вирішив знищити її, щоб дати школі розвиватися далі. Прийшовши до висновку, що знищення реліквії може привести до несприятливих наслідків, троє друзів роблять спробу перемістити духів реліквії. Під час виконання ритуалу Юрі викликає Кікурамікамі, богиню Таютай. Вона розповідає йому про ворожих відносинах між людьми і Таютай, а потім приймає облич молодої дівчини (Машіро) в надії на встановлення дружніх відносин з людьми. Незабаром після цього реліквія виявляється знищена в результаті нещасного випадку, і представники раси Таютай опиняються на волі. Серед них Ню, Хоу і Орю — троє впливових Таютай, які називають себе «Three Mightiest» (яп. 三強, Санкьо, «Троє найсильніших») і майже не підтримують зв'язків з людьми. Юрі призводить Машіров в святиню Ячімата і поселяє її в своєму будинку. Незабаром він починає дивитися на Машіро як на дівчину-підлітка, а вона заявляє, що стане його дружиною.
У спробі створити світ, в якому люди і Таютай зможуть мирно співіснувати, Юрі і Машіро вступають в бій з членами Three Mightiest, подальші наслідки якого визначаються рішеннями гравця. В одному зі сценаріїв Ню з цікавості починає красти нижню білизну з гуртожитків Flawless. Її долають Машіро і Міфую Кішараґі, а незабаром вона стає подругою Міфую, пізніше стала її захисницею. Зведена сестра Юрі Юміна Таканаші приймає на себе турботу про Хоу (птахо-Таютай), яка розміщує своє гніздо на голові Юміна. Пізніше на Юміна нападає птах Оу, але завдяки втручанню Юрі і Машіров, Хоу і Оу стають парою. Амері вступає в союз з Орю (останнім з Three Mightiest), хоча незадоволена тим, скільки уваги Машіров приділяє Юрі. Після примирення між Амері і Юрі Орю погоджується припинити напади на людей і визнає мету Машіров.

## Розробка і випуск
Tayutama — третя гра, розроблена компанією Lump of Sugar. Сценарій до візуального роману був написаний Тіхіро Фумікатой. Зображення персонажів та ілюстрації для гри були намальовані Фумітаке Моекібарой, які раніше працювали і над іншими іграми компанії. Музика була створена Сигенобу Окава, який працював над музикою до гри Itsuka, Todoku, Ano Sora ni.
Гра Tayutama вперше була випущена 11 липня 2008 року для Microsoft Windows в обмеженому і звичайному виданнях. Комплект обмеженого видання включав в себе безпосередньо гру, також колекцію CD-дисків, офіційний артбук, портрети персонажів і ремінець для мобільного телефону; звичайне видання включало в себе тільки гру. Фан-диск під назвою Tayutama: It's Happy Days вийшов 29 травня 2009 року в обмеженому і звичайному виданнях. До складу обмеженого видання, крім самої гри, увійшли артбук з короткими описами персонажів гри, ілюстрації, інформація про концепцію гри і інтерв'ю з командою розробників. Компанія 5pb випустила версію оригінальної гри для Xbox 360 5 листопада 2009 року. У цій версії гри були перероблені графічні зображення, була додана нова музика; крім того, в гру був включений новий сценарій для Ню, що стала однією з головних героїнь. Версія для Xbox 360 також була випущена в двох виданнях (звичайному і обмеженому). У комплект обмеженого видання в якості супутніх товарів увійшли ремінь для телефону і Drama CD за мотивами гри.

## Адаптації

### Манґа
Манґа-адаптація, заснована на візуальному романі Tayutama, публікувалася в журналі Comp Ace в період з січня по липень 2009 року. Серія манги була намальована мангакою Юківо, а сюжет був написаний Юей. Сюжет манґи заснований на історії оригінальної гри, проте Юрі стає дівчиною. Окремі глави згодом були об'єднані в один танкобон, опублікований видавництвом Kadokawa Shoten 26 червня 2009 року. Компанія Enterbrain опублікувала антологію мангі- йонкома під назвою Magi-Cu 4-koma Tayutama: Kiss on my Deity. Антологія включала в себе 4 томи і публікувалася в імпринт «Magi-Cu Comics» між 25 квітня і 26 жовтня 2009 року. Вміст антології було намальовано декількома художниками і ілюстраторами.
Артбук під назвою Tayutama: Kiss on my Deity Official Book був випущений 11 липня 2008 року. Він поставлявся в комплекті з обмеженим виданням гри. Книга включала в себе начерки малюнків персонажів і авторські коментарі до них. Для гри Tayutama: It's Happy Days також була створена 112-сторінкова книга, яка вперше була опублікована 29 травня 2009 року і поставлялася разом з грою, а 22 січня 2010 року вона була видана окремо. До книги увійшли зображення комп'ютерної графіки з гри, матеріали розробників та інтерв'ю з творцями.

### Аніме
Аніме-адаптація була вперше анонсована 20 грудня 2008 року в журналі Tech Gian. Аніме було створено на студії Silver Link, режисером виступив Кейтаро Мотонаґа, сценарій був написаний Макото Уедой. Відеофрагмент аніме був вперше продемонстрований на фестивалі Spring Anime 29 березня 2009 року. Подання включало в себе показ першої серії аніме одночасно з відповідними серіями Phantom of Inferno і Queen's Blade. Паралельно з показом велося ток-шоу з сейю, озвучує персонажів. Мовлення аніме-серіалу в Японії по телеканалу Chiba TV почалося 5 квітня і завершилося 21 червня 2009 року; згодом мовлення відновилося по каналу AT-X. У період з 25 червня по 25 листопада 2009 року серіал був випущений на 6 окремих дисках Blu-ray Disc, а також на DVD-збірник; до складу кожного збірника було включено анимированное додаток під назвою Tayutayu: Pure my Heart (яп. たゆたゆ -Pure my heart-). Компанія Sentai Filmworks ліцензувала аніме для поширення в Північній Америці; 16 березня 2010 року серіал був випущений на 2 DVD-дисках.
Ток-шоу Tayutama Radio: Hirusagari no Yometachi (яп. タユタマらじお -昼下がりの嫁たち-) було створено Норіко Рікімару і Асамі Шімода (в аніме озвучували Машіров і Амері відповідно) і транслювалося по інтернет-радіо. Мовлення почалося 9 травня 2009 року в інтернет-мережі Onsen, нова серія виходила щопонеділка. Завершилося мовлення 13 липня 2009 року.

## Музика
Версія гри для Microsoft Windows включає в себе чотири основні музичні теми. Пісні «Konna Haru no Sora o» (яп. こんな春の空を) (перший опенінг) і «Niji o Mitsuketa Yō na Iro de» (яп. 虹を見つけたような色で)な色で) (перший ендінг) були виконані Харукі Шімоцуке. Пісні «Shunkan Spline» (яп. 瞬間スプライン, Сюнкан Супураин) (друга відкриває композиція) і «Cherry» були виконані Кикко. У версії для Xbox 360 задіяні три основні пісні: «Ōka Shunkō» (яп. 桜花春煌) «Eien o Hajimeyou» (яп. 永遠を始めよう) (обидві прозвучали у виконанні Кикко) і «Doko made mo Tomo ni» (яп. どこまでも共に) (у виконанні Шімоцуке). У самій грі у виконанні сейю звучать чотири пісні, що відповідають кожній з чотирьох героїнь:
- «Marital Vows» — Машіро.
- «Going My Way» — Амері.
- «Flower Doll» — Юміна.
- «Rainy Pain» — Міфую.

Вперше музика з гри була випущена в якості максі-синглу, названого «Shunkan Spline» і випущеного 27 червня 2008 року. Сингл включав в себе основні тематичні пісні та «Cherry». Оригінальний саундтрек гри був випущений 9 липня 2008 року. Він включав в себе 31 композицію, в тому числі пісні «Konna Haru no Sora o» і «Niji o Mitsuketa Yō na Iro de». Інший максі-сингл «The Fine Every Day» був випущений 22 квітня 2009 року. Сингл включав в себе відкриває тему аніме «The Fine Every Day» і відкриває тему гри Tayutama: It's Happy Days під назвою «Jōnetsu no Uoburu» (яп. 情熱のウォブル) (обидві у виконанні Кикко). Максі-сингл «Kizuna no Uta» (яп. キズナノ唄) від Уї Міядзакі був випущений 27 травня 2009 року; в його склад увійшла закриває тема аніме. Альбом з піснями персонажів Tayutama: Kiss on my Deity Chara-son + (яп. 「タユタマ-Kiss on my Deity-」キャラソン+) 「タユタマ-Kiss on my Deity-」キャラソン+) вийшов 24 липня 2009 року. Він включав в себе другу відкриває композицію з оригінальної гри і внутрішні пісні. Останній альбом Xbox 360 Tayutama: Kiss on my Deity Theme Songs (яп. Xbox360ソフト「タユタマ-Kiss on my Deity-」主題歌集) Xbox360ソフト「タユタマ-Kiss on my Deity-」主題歌集) був випущено 25 листопада 2009 року.

## Сприйняття
Згідно з рейтингом продажів від PCPress, станом на липень 2008 року Tayutama: Kiss on my Deity стала другою серед найбільш продаваних бішьоджьо-ігор, поступившись грі Little Busters! Ecstasy від Key. Вона також посіла друге місце серед найбільш поширених ігор за липень 2008 року за версією Getchu.com, і шосте місце як найбільш продавана гра року. У квітні 2009 року на тому ж сайті Tayutama зайняла 27-е місце як найбільш продавана гра. Крім того, гра отримала дві нагороди Bishōjo Game Awards за 2008 рік, срібний приз за графіком і золотий приз за дизайни персонажів. Головний редактор японського бішьоджьо-журналу BugBug Тадатомо Осава похвалив Моекібару за привабливу зовнішність героїнь і зазначив, що персонаж Машіро заслуговує нагороди.
Аніме-серіал отримав змішані відгуки. Кріс Беверидж з Mania.com позитивно відгукнувся про серіал, підкресливши «чіткість передачі інформації», анімаційний стиль і дизайн персонажів. Критик також вважав привабливими костюми і сеттинг. Проте, він піддав критиці сюжетну лінію, назвавши її «дуже знайомою», і в цілому описав серіал як «непоганий, хоча і є всього лише її одним шоу з тих, що ми бачили раніше». Стіг Хогсет в огляді на THEM Anime також підкреслив, що основні персонажі «привабливі на вигляд». Він зазначив простоту сюжету, який «досить складно не зрозуміти», але одночасно з цим розкритикував його за «зневагу до логіці і здоровому глузду». У висновку рецензент порівняв аніме Tayutama з Natsume's Book of Friends, сказавши, що хоча «перший чесно намагається розповісти гідну історію про можливу дружбу між двома різними расами … у другого це виходить набагато краще».
Деякі персонажі з Tayutama з'явилися в відеоіграх, створених сторонніми розробниками. Амері, Машіро і Міфую є іграбельними персонажами в файтингу Twinkle Queen. Ця гра була випущена 26 серпня 2010 року для платформи Wii ; в неї також увійшли персонажі з серіалів G Senjō no Maō, Shukufuku no Campanella і Shin Koihime Musō. Амері і Машіро також фігурують в серії програм Characolle!.